# The Funk Brothers

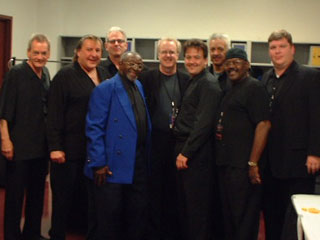
Groep muzikanten in 2006 met drie originele Funk Brothers: Bob Babbit (2e van links), Joe Hunter (met blauw jasje), Uriel Jones (2e van rechts)

The Funk Brothers was een los collectief artiesten die in de jaren 1960-1971 op veel hits van de platenlabels van het Motown-muziekimperium (onder meer Motown Records, Tamla Records, Gordy Records, Soul Records, V.I.P. Records) als sessiemuzikanten optraden, maar nooit onder deze naam naar voren kwamen. Pas in 2002 werden ze bij een groot publiek bekend door de filmdocumentaire Standing in the Shadows of Motown van Paul Justman.

## Geschiedenis
Motown-producer en -eigenaar Berry Gordy contracteerde na het oprichten van zijn opnamestudio Hitsville USA de beste jazzmusici van Detroit. Hij verplichtte hen altijd beschikbaar te zijn voor opnamesessies. Later werden ze daardoor gehinderd in hun carrière onder hun eigen namen. Bassist James Jamerson, drummer Benny Benjamin en pianist Earl Van Dyke speelden mee op meer nummer 1-hits dan Elvis Presley, The Beatles, The Rolling Stones en The Beach Boys bij elkaar.
The Funk Brothers waren over het algemeen verdeeld in twee groepen. De eerste groep, die vooral werkte voor het songschrijvers- en producententrio Holland-Dozier-Holland, bestond uit onder meer James Jamerson (bas), Benny Benjamin (drums), Eddie "Bongo" Brown (bongo's), Joe Hunter of Earl Van Dyke (piano), Clarence Isabell (vibrafoon) en drie gitaristen, Robert White, Joe Messina en Eddie Willis. In voornamelijk nachtelijke opnamesessies werd de basis gelegd voor veel hits die later werden ingezongen door Motownsterren Diana Ross (met en zonder The Supremes), Mary Wells,  Marvin Gaye (die zelf zijn Motown-carrière was begonnen als drummer bij The Funk Brothers), Tammi Terrell, The Four Tops, Stevie Wonder, The Temptations, Martha & The Vandellas, Smokey Robinson & The Miracles en vele anderen.
Ondanks deze productiviteit en het grote aandeel dat zij hadden in de groei van Motown en vele artiesten, is het werk van The Funk Brothers jarenlang verborgen gebleven. Hetzelfde gold voor de achtergrondzangeressen van Motown, The Andantes, en hun mannelijke tegenhangers, The Originals, die op veel hits meezingen. Er bestaan zelfs opnamen van The Supremes, Martha & The Vandellas en The Marvelettes waarop naast de leadzangeres alleen The Andantes en The Funk Brothers te horen zijn.
Het gebrek aan erkenning woog bij sommige leden zwaar. Toen Gordy eind jaren zestig de meeste activiteiten van Motown verplaatste naar Los Angeles, bleven bijna alle leden van The Funk Brothers achter in Detroit, deels omdat de relatie tussen Gordy en de band bekoeld was. Gordy had andere plannen (film) en had ook een andere muzikale smaak ontwikkeld. Er was dus niet veel plaats meer voor de sessiemuzikanten. Enkelen onder hen waren het ook beu te werken voor een naar verhouding laag loon (op het hoogtepunt zo'n 100.000 dollar per jaar), terwijl er aan de hits vele miljoenen werden verdiend en ze op geen enkele credit of vernoeming op een plaat konden rekenen. Alleen op het album What's Going On van Marvin Gaye kregen ze de eer die hen toekwam. Ook zijn van hen onder de naam Earl Van Dyke & The Soul Brothers instrumentale versies van bekende Motown-hits uitgebracht, evenals enkele eigen nummers zoals All For You.
Toen de succesvolle songwriters Holland-Dozier-Holland in 1967 Motown verlieten en eigen platenlabels oprichtten, bleven The Funk Brothers ook voor hen werken. Daarom zijn ze ook te horen in hits van onder meer Freda Payne, Chairmen of the Board en Glass House op de labels Invictus en Hot Wax. Ook dat gebeurde anoniem. In dit geval was dat nodig omdat het trio H-D-H een juridisch conflict met Motown uitvocht.

## Late erkenning
Hoewel er in de jaren zestig platen van hen waren verschenen onder de naam Earl van Dyke & The Soul Brothers, werden deze artiesten pas veel later bij naam bekend. In 2002 werden The Funk Brothers onsterfelijk door het uitbrengen van de bioscoopdocumentaire Standing in the Shadows of Motown. De film is gebaseerd op het gelijknamige boek van muziekjournalist Allan Slutsky over leven en werk van de muzikale reus James Jamerson, een van de bassisten van The Funk Brothers en bepalend voor de "groove" op vele Motown-platen. De film is een combinatie van documentaire, tributeconcert en in scène gezet historisch drama. Aan de film werd meegewerkt door Motown-muzikanten onder wie gitaristen Joe Messina en Eddie Willis, toetsenisten van het eerste uur Joe Hunter en Johnny Griffith, percussionisten Uriel Jones en Jack Ashford, bassist Bob Babbitt en drummer Richard Allen, die kort na de filmopnamen overleed. Van de al eerder overleden Funk Brothers werden archiefbeelden getoond. Als gastsolisten traden onder anderen Chaka Khan, Joan Osborne en Meshell Ndegeocello in de film op.
In 2004 kwamen de overgebleven leden van de band voor het eerst naar Nederland en naar België met gastoptredens van Steve Winwood en Billy Preston. Ze gaven een concert in Paradiso (Amsterdam). Tijdens hun concert in de Koningin Elisabethzaal in Antwerpen kwam ook Axelle Red een gastoptreden verzorgen.

## Eerbewijzen
- Aan The Funk Brothers zijn drie Grammy Awards uitgereikt:

1. in 2002 de Grammy voor de "Best Traditional R&B Vocal Performance", voor What's Going On met Chaka Khan,
2. eveneens in 2002 de Grammy voor de "Best Compilation Soundtrack Album for a Motion Picture, Television or Other Visual Media", voor Standing in the Shadows of Motown,
3. in 2004 de "Grammy Lifetime Achievement Award".

- Bassist James Jamerson kwam in de Rock and Roll Hall of Fame in 2000, en drummer Benny Benjamin in 2003.
- In 2003 werden de nog levende Funk Brothers ontvangen in het Witte Huis door president George W. Bush, minister van Buitenlandse Zaken Colin Powell en veiligheidsadviseur Condoleezza Rice, in het kader van "Black History Month".[3]
- In 2007 werden The Funk Brothers opgenomen in de Musicians Hall of Fame.
- In 2013 kregen The Funk Brothers een ster op de Hollywood Walk of Fame. Aanwezig bij de onthulling waren Jack Ashford, Joe Messina en Eddie Willis. Niet aanwezig waren Berry Gordy (die zich in interviews over Motown nooit over zijn begeleidingsgroep heeft uitgelaten) en zijn vroegere adjunct Smokey Robinson.

## Lijst van hits met The Funk Brothers (selectie)
(Tamla) Motown en sublabels
- "Please Mr. Postman" - The Marvelettes
- "Fingertips Pt. 2" - Stevie Wonder
- "My guy" - Mary Wells
- "Where Did Our Love Go" - The Supremes
- "Baby Love" - The Supremes
- "Come See About Me" - The Supremes
- "My Girl" - The Temptations
- "Stop! In the Name of Love" - The Supremes
- "Back in My Arms Again" - The Supremes
- "I Can't Help Myself (Sugar Pie Honey Bunch)" - The Four Tops
- "I Hear a Symphony" - The Supremes
- "You Can't Hurry Love" - The Supremes
- "Reach Out I'll Be There" - The Four Tops
- "You Keep Me Hangin' On" - The Supremes
- "The Happening" - The Supremes
- "Love Child" - Diana Ross and the Supremes
- "I Heard It Through the Grapevine" - Marvin Gaye
- "I Can't Get Next to You" - The Temptations
- "Someday We'll Be Together" - Diana Ross and the Supremes
- "Ain't No Mountain High Enough" - Diana Ross
- "The Tears of a Clown" - Smokey Robinson and the Miracles
- "Just My Imagination (Running Away with Me)" - The Temptations
- "Papa Was a Rollin' Stone" - The Temptations
- "Let's Get It On" - Marvin Gaye
- "Midnight Train to Georgia" - Gladys Knight and the Pips
- "Just a Little Misunderstanding" - The Contours
- "Shop Around" - The Miracles
- "Shotgun" - Junior Walker & the All Stars
- "How Sweet it Is (To Be Loved by You)" - Marvin Gaye
- "The One Who Really Loves You" - Mary Wells
- "The Way You Do The Things You Do" - The Temptations
- "Ain't Nothing Like the Real Thing" - Marvin Gaye and Tammi Terrell
- "(I'm A) Road Runner" - Junior Walker & the All Stars
- "Ain't too Proud to Beg" - The Temptations
- "I Wish It Would Rain" - The Temptations
- "Reflections" - Diana Ross & The Supremes
- "(Love Is Like A) Heat Wave" - Martha & the Vandellas
- "Hitch Hike" - Marvin Gaye
- "What's So Good About Goodbye" - The Miracles
- "I Was Made To Love Her" - Stevie Wonder
- "It's The Same Old Song" - The Four Tops
- "You've Really Got A Hold on Me" - The Miracles
- "Standing In The Shadows Of Love" - The Four Tops
- "If I Were Your Woman" - Gladys Knight and the Pips
- "Going To A Go-Go" - The Miracles
- "Heaven Must Have Sent You" - The Elgins
- "Dancing In The Street" - Martha & The Vandellas
- "Mercy Mercy Me (The Ecology)" - Marvin Gaye
- "Cloud Nine" - The Temptations
- "What's Goin' On" - Marvin Gaye
- "Do You Love Me" - The Contours
- "Get Ready" - The Temptations
- "Function At The Junction" - Shorty Long
- "My World Is Empty Without You" - The Supremes
- "The Tracks Of My Tears" - The Miracles
- "Can I Get A Witness" - Marvin Gaye
- "Nowhere To Run" - Martha & the Vandellas
- "Here Comes The Judge" - Shorty Long
- "Signed, Sealed, Delivered (I'm Yours)" - Stevie Wonder
- "Beachwood 4-5789" - The Marvelettes
- "Bernadette" - The Four Tops
- "Two Lovers" - Mary Wells
- "What becomes of the brokenhearted" - Jimmy Ruffin
- "My Cherie Amour" - Stevie Wonder
- "I Second That Emotion" - Smokey Robinson & the Miracles
- "(I Know) I'm Losing You" - The Temptations
- "First I Look At The Purse" - The Contours
- "Ooo Baby Baby" - The Miracles
- "25 Miles" - Edwin Starr
- "I'll Be Doggone" - Marvin Gaye
- "Pride and Joy" - Marvin Gaye
- "Ball Of Confusion (That's What the World Is Today)" - The Temptations
- "It Takes Two" - Marvin Gaye & Kim Weston
- "This Old Heart Of Mine (Is Weak For You)" - The Isley Brothers
- "Uptight" - Stevie Wonder
- "Devil With A Blue Dress On" - Shorty Long
- "Jimmy Mack" - Martha & the Vandellas
- "Since I Lost My Baby" - The Temptations
- "War" - Edwin Starr
- "Stubborn Kind Of Fellow" - Marvin Gaye
- "Don't Mess With Bill" - The Marvelettes
- "You Beat Me To The Punch" - Mary Wells
- "Shake Me, Wake Me (When It's Over)" - The Four Tops
- "Mickey's Monkey" - The Miracles
- "Ain't That Peculiar" - Marvin Gaye
- "Shoo-Be-Doo-Be-Doo-Da-Day" - Stevie Wonder

Brunswick
- "(Your Love Keeps Lifting Me) Higher And Higher" - Jackie Wilson
- "Whispers (getting louder)" - Jackie Wilson

Invictus / Hot Wax
- "Band Of Gold" - Freda Payne
- "Crumbs Off The Table" - Glass House
- "Give me Just A Little More Time" - Chairmen Of The Board
- "Somebody’s Been Sleeping In My Bed" - 100 Proof (Aged in Soul)